# Petrič
Petrič (bulharsky Петрич) je město ležící v jihozápadním Bulharsku v údolí řeky Strumici na úpatí pohoří Belasica u hranic s Řeckem. Je správním střediskem stejnojmenné obštiny a má přibližně 29 tisíc obyvatel.

## Historie
Historie města je svázána s podhradím pevnosti na nedalekém vrchu Kožuch, které vzniklo v prvním století př. n. l. a postupně přerostlo v dobře opevněné římské město. Dějepisec Livius ho zaznamenal jako Petra a existovalo do 6. století, kdy ho vypálili Slované. Předpokládalo se, že jeho obyvatelé přesídlili na úpatí blízkého pohoří Belasica a k původnímu jménu přibyla slovanská koncovka -ič. Nejnovější výzkumy však ukazují, že soudobé město bylo založeno až na přelomu 10. a 11. století. V té době byla zdejší oblast již přes sto let součástí Bulharské říše. Strategická poloha byla příčinou vzniku místní pevnosti, která hrála významnou roli v bojích mezi Bulhary a Byzantskou říší. Město tím bylo rozděleno na dvě části. První písemná zmínka o něm pochází z roku 1376 (nebo 1377), kdy je zmíněno jako dar klášteru Rosikon na hoře Athos.
Město s okolím bylo dobyto Osmanskou říší v roce 1395 a záhy získalo muslimský charakter. Evlija Čelebi v roce 1652 zaznamenal ve městě 240 domů, dvě mešity a jedny lázně. Během 19. století se složení obyvatel začalo měnit. Zatímco profesor Grigorovič v roce 1845 ve městě nezaznamenal žádný kostel, v roce 1900 zde žilo 7 190 obyvatel a z nich 4 600 Turků, 2 450 Bulharů, 40 Valachů a 100 Romů.
Město stalo součástí Bulharska po první balkánské válce (1912) a během druhé balkánské války (1913) se stalo útočištěm čtyř a půl tisíce uprchlíků, převážně Bulharů ze sousedních zemí. Po připojení k Bulharsku se Petrič stala sídlem okruhu a v onom období (1920–1934) došlo k jejímu nejrychlejšímu rozvoji: byly postaveny tři školy, gymnázium a budovy místní správy.
27. července 1955 bylo u Petriče sestřeleno letadlo Lockheed Constellation na lince z Londýna do Tel Avivu a všech 58 lidí na palubě zahynulo.

## Obyvatelstvo
K 15. září 2024 ve městě žilo 29 497 obyvatel a bylo zde trvale hlášeno 40 371 obyvatel. Podle sčítání 1. února 2011 bylo národnostní složení následující:
- Bulhaři: 23 967 (90.3 %)
- Romové: 2 309 (8.7 %)
- Turci: 86 (0.3 %)
- ostatní[p 2]: 194 (0.7 %)